# Ksenija Tichonenko
Ksenija Borisovna Tichonenko (in russo Ксения Борисовна Тихоненко?; Alma-Ata, 11 gennaio 1993) è una cestista kazaka naturalizzata russa.
È la nipote di Valerij, ex cestista e allenatore.

## Carriera
Con la Russia ha disputato due edizioni dei Campionati europei (2015, 2017).